# Securidaca cacumina
Securidaca cacumina är en jungfrulinsväxtart som beskrevs av John Julius Wurdack. Securidaca cacumina ingår i släktet Securidaca och familjen jungfrulinsväxter. Inga underarter finns listade i Catalogue of Life.